# Olaus Erici Schult
Olaus Erici Schult, född 7 oktober 1612 i Skultuna, död 15 mars 1669 i Hedemora, var en svensk präst och riksdagsman.

## Biografi
Olaus Erici Schult var son till bonden och nämndemannen Eric Jansson och Margareta Olsdotter. Han tog sig namnet Schult liksom en annan från samma socken som också var född samma år, 1612, Olaus Johannis Schult. Sedan han undervisats av prästerskapet i Skultuna, begav han sig till Västerås gymnasium där Güthræus var hans lärare, fortsatte sedan studierna vid Uppsala universitet och promoverades till magister 1646 och prästvigdes samma år. Han hade då sedan ett år undervisat vid Västerås gymnasium, och utnämndes efter sin examen till conrektor med undervisningsansvar i musik. I Västerås hann han bli lektor i matematik och vältalighet samt dess rektor, innan han utnämndes till kyrkoherde i Svärdsjö socken 1653. Nio år senare förflyttades han till Hedemora socken, där han kvarblev såsom prost till sin död.
Han var fullmäktig vid riksdagen 1664.
Hans första hustru Elisabeth avled 1650. Andra hustrun var Elisabeth Stiernman som var sondotter till Nicolaus Olai Bothniensis. Barnen tog sig namnet Schultin. Dottern Anna var gift med ärkebiskop Haqvin Spegel, dottern Justina med Johannes Reftelius, dottern Margareta, mor till Carl Schultén och Samuel Schultenius, och dottern Elisabeth, mor till Olof Kolmodin den äldre. Barnen växte upp hos sin styvfader Nicolaus Georgii Dwan.